# Кумла (община)
Община Кумла (на шведски: Kumla kommun) е разположена в лен Йоребру, централна Швеция с обща площ 207 km2 и население 20 904 души (към 31 декември 2013). Административен център на община Кумла е едноименния град Кумла.